# Giant Geyser
Giant Geyser est un geyser de type « cône » situé dans le Upper Geyser Basin dans le parc national de Yellowstone aux États-Unis. Il porte le même nom que le groupe de geysers, Giant Group, qui rassemble Bijou Geyser, Giant Geyser, Mastiff Geyser et Catfish Geyser. Giant Geyser porte aussi le même nom que Giant Platform, une structure en pierre en relief contenant tous ces geysers. Giant est remarquable pour ses éruptions spectaculaires et très irrégulières, ainsi que pour son très gros cône composé de geyserite, qui fait environ 3,50 m de haut.

## Histoire
Le 18 septembre 1870, l'expédition Washburn-Langford-Doane entre dans l'Upper Geyser Basin et observe les geysers en éruption. En une journée et demie d'exploration, sept geysers ont été nommés, dont Giant. Nathaniel P. Langford l'a décrit en 1871 :

« "The Giant" has a rugged crater, ten feet in diameter on the outside, with an irregular orifice five or six feet in diameter. It discharges a vast body of water, and the only time we saw it in eruption the flow of water in a column five feet in diameter, and one hundred and forty feet in vertical height, continued uninterruptedly for nearly three hours. The crater resembles a miniature model of the Coliseum. »

— Nathaniel P. Langford, The Wonders of the Yellowstone
Ce que l'on pourrait traduire par :

« "The Giant" dispose d'un cratère robuste, de 3 mètres de diamètre à l'extérieur, avec un orifice irrégulier de 1,50 ou 1,80 mètre de diamètre. Il projette une vaste étendue d'eau, et la seule fois où nous l'avons vu en éruption, la colonne d'eau mesurait 1,50 m de diamètre et 42,50 m de hauteur, et il a continué à projeter de l'eau sans interruption pendant près de trois heures. Le cratère ressemble à un modèle réduit du Colisée. »

— Nathaniel P. Langford, The Wonders of the Yellowstone

## Éruptions
Les intervalles entre deux éruptions peuvent être longs. Son niveau d'activité varie beaucoup d'une année à l'autre. Pendant plusieurs années à partir de 1955 il était inactif et, entre 1963 et 1987, on n'a pu décompter que six éruptions. En revanche, autour de 1997, l'intervalle moyen entre deux éruptions a considérablement diminué, atteignant 4 jours. Sa phase active la plus récente a commencé le 6 août 2005 et s'est terminée le 29 avril 2008, lorsque son activité a diminué de façon spectaculaire ; il y a eu une seule éruption à nouveau le 26 août 2008. Il y a eu 11 éruptions en 2005, 47 en 2006, 54 en 2007 (année où il y en a eu le plus depuis 1955) et 13 en 2008. On n'a pas enregistré d'éruption en 2009 mais 2 en janvier 2010. Giant est entré en éruption le 28 septembre 2015. Les deux éruptions les plus récentes se sont déroulées le 7 juillet 2017 et le 3 novembre 2017. Les raisons de cette variabilité sont inconnues.
Les dimensions hors du commun d'une éruption de Giant et l'activité relativement fréquente du geyser ces dernières années ont fait de lui un objet de beaucoup d'études et on a beaucoup appris sur son comportement éruptif. Il émet des vapeurs et projette des éclaboussures même quand il est inactif, mais les éruptions peuvent uniquement se produire pendant les « périodes chaudes » (hot periods) lorsqu'il y a des changements dans l'activité des autres sources dans la Giant Platform ou des éclaboussures plus intenses de Giant lui-même. Les « périodes chaudes » durent d'habitude quelques minutes, et la plupart ne conduisent pas à une éruption. À la fin de la « période chaude », l'activité de la Giant Platform retourne à la normale, et il peut y se passer entre des dizaines de minutes et quelques heures avant la prochaine « période chaude ». Lors d'une éruption de Giant, l'activité peut être assez spectaculaire, d'une durée d'environ une heure et d'une hauteur atteignant parfois plus de 76 mètres.

## Galerie de photos

Photos de Giant
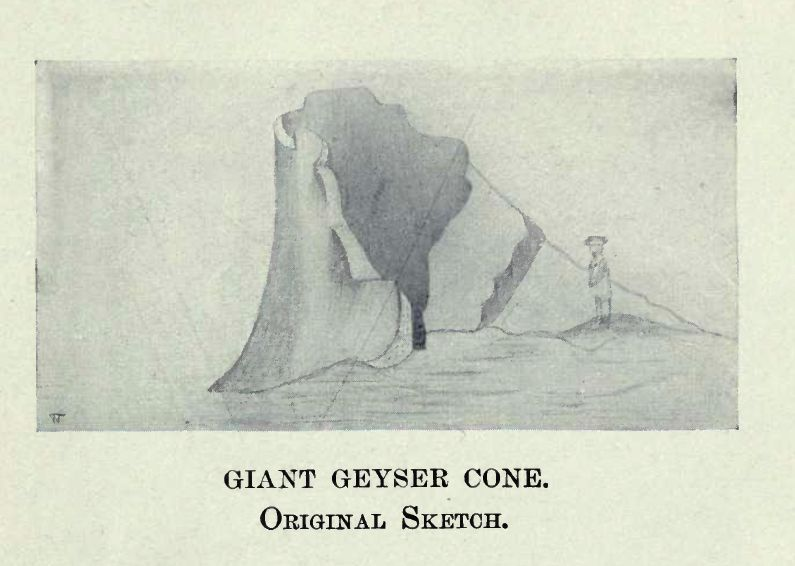
Croquis original de Giant tel que découvert par l'expédition Washburn-Langford-Doane en 1870
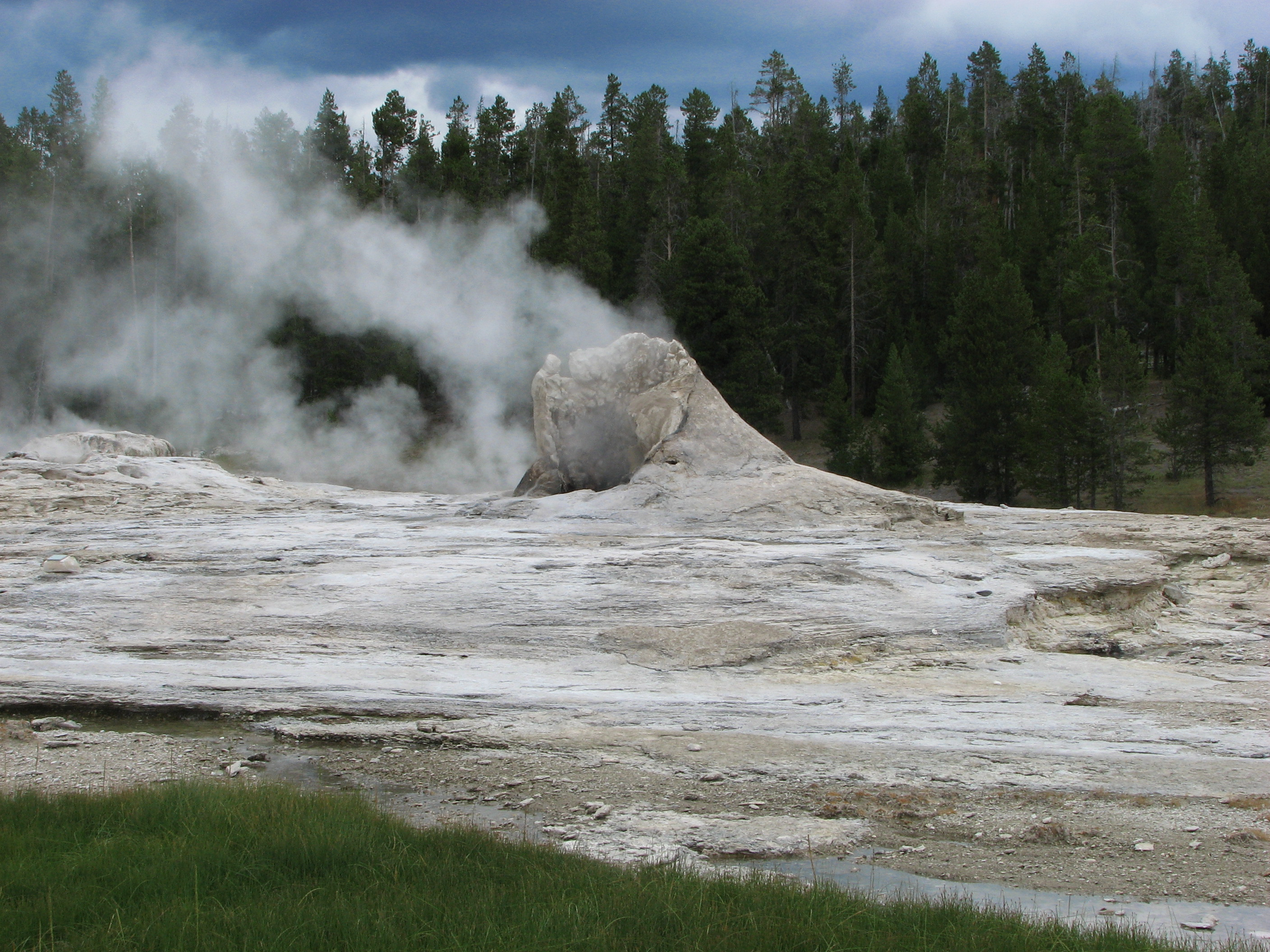
Cône de Giant
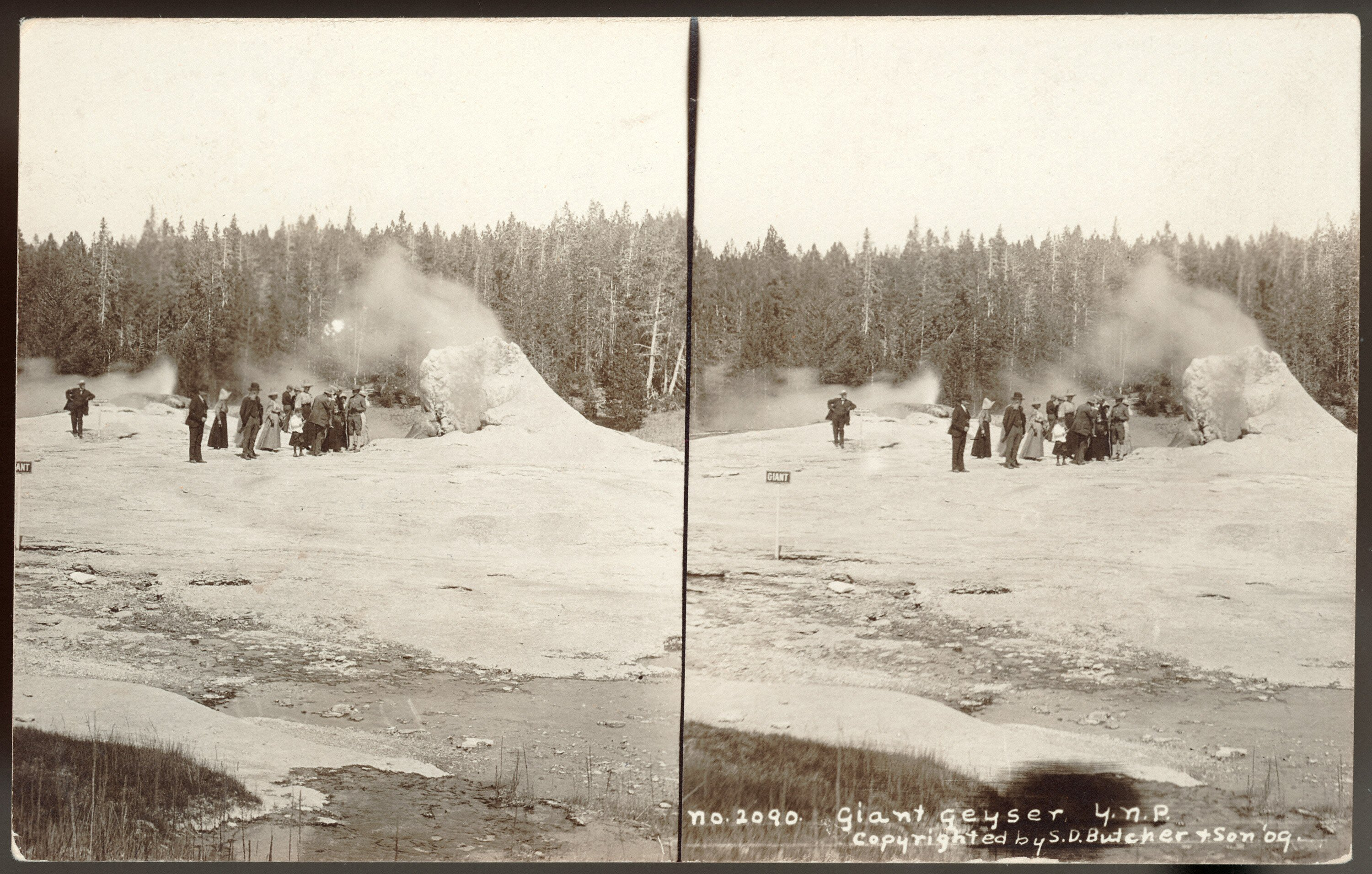
Giant, 1909